# Líban
El Líban (àrab: لبنان, Lubnān), oficialment la República Libanesa (àrab: الجمهورية اللبنانية, al-Jumhūriyya al-Lubnāniyya), és un estat de l'Orient Mitjà que fa frontera al nord i a l'est amb Síria, al sud amb Israel, i a l'oest és banyat pel Mediterrani. El Líban té una frontera terrestre amb Israel en la zona de les Granges de Xebaa, un territori libanès que va ser ocupat militarment per Israel després de la Guerra dels Sis Dies de 1967, juntament amb la regió siriana dels Alts del Golan.
El Líban és un país petit; la seva superfície, altament muntanyosa, és semblant a la de la província de Barcelona. El nom del país prové de l'arrel semítica LBN (لبن), que significa 'blanc', en referència a la capa de neu que cobreix el mont Líban.

## Geografia

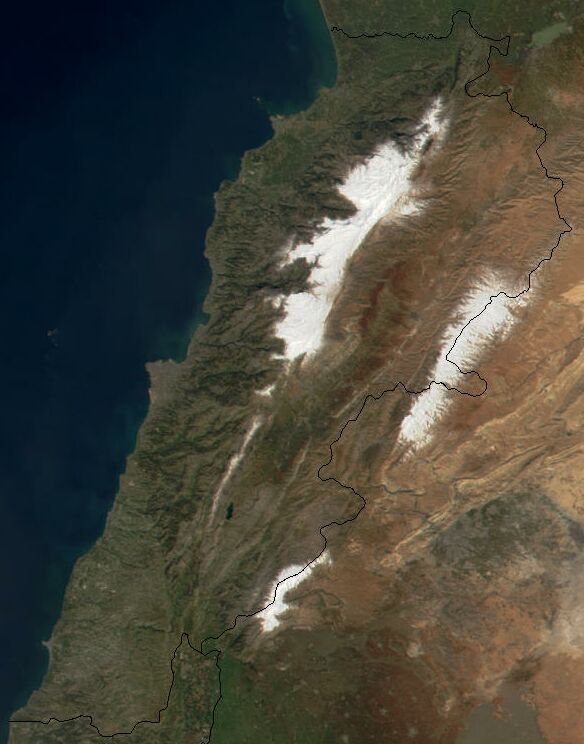
Líban des de l'espai. Es pot observar la neu sobre les cadenes muntanyoses oriental i occidental

El relleu libanès, bastant muntanyós, pot dividir-se en quatre grans unitats estructurals, que se succeeixen d'oest a est:
- una franja costanera bastant estreta, on s'assenten els nuclis de població principals,
- la serralada del Líban, una massa calcària amb altitud màxima superior als 3.000 m,
- la depressió sinclinal de la Bekaa,
- la serralada de l'Antilíban, que constitueix el límit natural amb Síria, i que arriba al seu punt màxim al mont Hermon (2.814 m).

A la franja costanera, s'escalonen una sèrie de terrasses formades en el Plistocè que s'eleven fins a 100 metres sobre el nivell del mar. La serralada del Líban, més elevada al nord que al sud, aconsegueix la seva altitud màxima, i la de tot el país, al Qurnat al-Sawda' (3.088 m). L'Antilíban, més a l'est, s'aixeca fins als 2.814 m en la seva prolongació meridional. En ambdues serralades, predominen les calcàries mesozoiques del Juràssic i del Cretaci, ja que formaven un sistema únic que va ser dividit en dos pel procés de formació de la gran vall del Rift. La part enfonsada correspon a la depressió de la Bekaa, i s'estén entre els 800 i 1.200 m d'altitud.

### Clima
El Líban té un clima mediterrani moderat. En àrees de la costa, els hiverns són generalment frescos i plujosos, mentre que els estius són calorosos i humits; en àrees més elevades, les temperatures normalment baixen sota zero durant l'hivern i es formen gruixudes capes de neu, que romanen fins a començaments de l'estiu en els pics més alts. La major part del Líban té una quantitat relativament gran de precipitacions.

## Història

Mapa de Fenícia.

El Líban, hereu de Fenícia i bressol històric del cristianisme, va ser ocupat per l'Imperi Otomà al segle xvi., Cinc segles després (1922) fou protectorat francès, fet que es va allargar després de la derrota turca en la I Guerra mundial, fins que el 1943 aconseguí la independència.
El Líban fou coneguda com la Suïssa d'Orient Pròxim fins que els anys 70 va esclatar la Guerra civil entre musulmans i cristians (1975–1990) precedida per l'establiment de l'OAP al país. Novament, l'ocupació de Síria als anys posteriors destruïren l'equilibri polític i la convivència dels libanesos.

### Ocupació de Síria

En vermell la zona en conflicte el juliol de 2006

El juny de 1976, Síria envia 48.000 soldats per ajudar les milícies catòliques de ser destruïdes per les forces palestines. Això provocà un enfrontament irònic, ja que tropes manades pel partit Baas sirià lluitaven contra forces de Palestina. L'aliança entre cristians i Síria envià els palestins fora de Beirut i foren relocalitzats al sud del Líban. Posteriorment, el clima geopolític ha propiciat que Síria pactés amb els palestins i que algunes faccions cristianes arribessin a acords amb Israel. De tota manera, forces sirianes han estat i han dominat el govern libanès fins a l'any 2005.
El 12 de juliol de 2006, després que la milícia xiïta d'Hezbol·là segrestés dos soldats israelians, Israel inicià una operació militar contra aquesta milícia, que ha provocat la mort de població civil tant al Líban com a Israel.

### L'assassinat de Rafik Hariri
El 14 de febrer de 2005, després de deu anys de relativa estabilitat política, el Líban es veu sacsejat per la mort de l'exprimer ministre Rafik Hariri en un atemptat amb cotxe bomba. Les sospites principals anaren cap a Síria, després que l'antic primer ministre havia mostrat clarament les seves reserves a la política i la invasió siriana. A més a més, la mort de Hariri suposa una esmena constitucional que va permetre al primer ministre Lahoud, favorable a la presència siriana al país, allargar el seu mandat fins al 2007. De tota manera, Síria va negar qualsevol implicació en l'atemptat.
Altres sospites anaren cap als mateixos serveis secrets libanesos o, fins i tot, la implicació dels serveis d'intel·ligència d'Israel, el Mossad, amb la intenció d'augmentar la tensió entre el Líban i Síria. Una altra teoria és que la victòria i proclamació del guanyador en les eleccions iraquianes del candidat que no preferia els EUA el mateix dia de l'atemptat van fer pensar que aquest fou una cortina de fum per treure-li pes a les eleccions a l'Iraq.
A la mort de Hariri, el seguiren els assassinats el 2 de juny de 2005 de Samir Kassir, fundador del Partit Democràtic de l'Esquerra, també amb cotxe bomba, l'historiador i antic secretari del Partit Comunista Libanès George Hawi el 21 de juny de 2005 i el del periodista i redactor en cap de l'An-Nahar newspaper Gebran Tueni el 12 de desembre de 2005. A més a més, a aquesta escalada de violència, s'hi ha de sumar l'intent d'assassinat del periodista May Chidiac, que resultà greument ferit.

### Invasió israeliana del Líban de 2024
La Invasió israeliana del Líban de 2024 va començar el 30 de setembre de 2024 com a part del Front nord de l'operació Espases de Ferro, obert en resposta als atacs de Hezbol·là a Israel en suport a l'atac de Hamàs a Israel de 2023 i va tenir com a objectiu d'erradicar les forces i les infraestructures de Hezbol·là que podrien suposar una amenaça per a les comunitats civils del nord d'Israel. Hezbol·là va dir que pretenia pressionar Israel forçant-lo a lluitar en dos fronts.
El 26 de novembre de 2024 es va acordar un alto-el-foc en condicions favorables a Israel amb ànim d'implantar la Resolució 1701 del Consell de Seguretat de les Nacions Unides després de la mort dels principals comandants de Hezbol·là i més de 3.000 persones i un milió de desplaçats, La caiguda d'Assad el 8 de desembre de 2024 a la Guerra Civil siriana va trencar efectivament la ruta d'armes, material i personal des de l'Iran a Hezbol·là quedant aïllada al sud del Líban, encara més afeblida i vulnerable a l'atac o la infiltració israeliana.

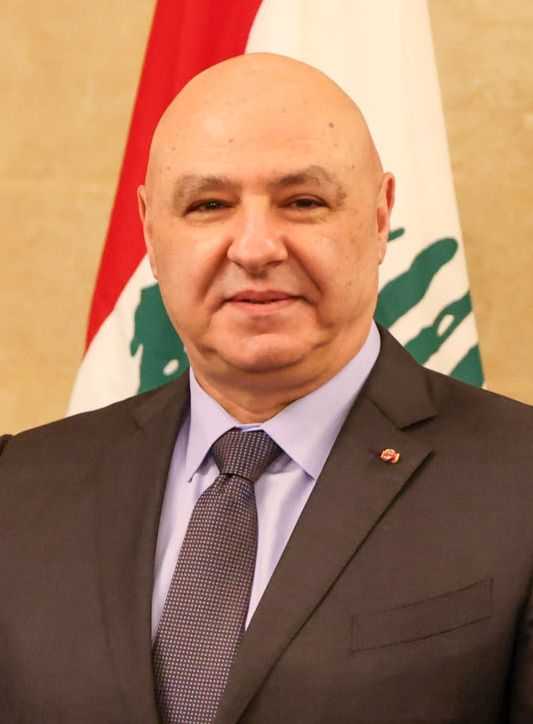
El president Joseph Aoun

El 9 de gener de 2025 el parlament del Líban va elegir el cap de l’exèrcit, Joseph Aoun, com a nou president, i Nawaf Salam va ser escollit primer ministre per rellevar al primer ministre en funcions Najib Mikati el 8 de febrer de 2025. El 7 d'agost de 2025 el gabinet de Nawaf Salam va aprovar els objectius de la proposta dels Estats Units de desarmar Hezbol·là a finals d'any, juntament amb la fi de les operacions militars d'Israel al país, sense establir terminis específics.

## Política

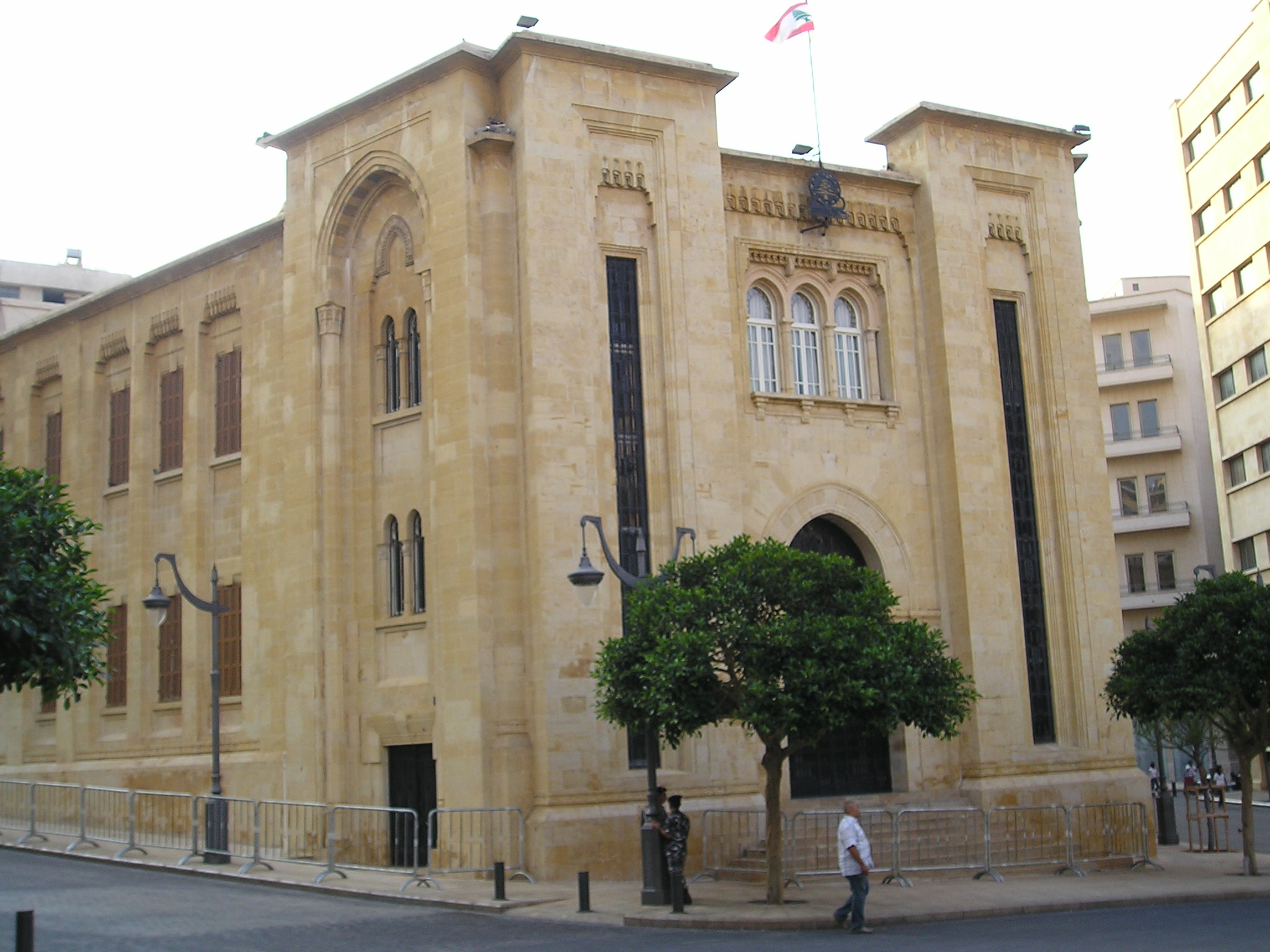
Edifici del Parlament libanès a la Place de l'Étoile

El Líban té un sistema polític en què els tres màxims mandataris del país estan reservats a membres d'una comunitat religiosa específica.
- el president del país ha de ser un maronita,
- el primer ministre ha de ser un musulmà sunnita,
- el portaveu del Parlament ha ser un musulmà xiïta.

Aquest acord és part del Pacte Nacional Libanès (en àrab: الميثاق الوطني, al Mithaq al Watani) establert l'any 1943 durant les reunions entre el president del Líban (un catòlic) i el seu primer ministre (un sunnita). Aquest pacte, però, era verbal fins a l'arribada de la constitució libanesa l'any 1990, que precedí l'acord de Taïf.
El pacte incloïa la promesa dels cristians de no buscar la protecció de França i acceptar el caràcter àrab del Líban, i la promesa musulmana de reconèixer la independència i la legitimitat de l'estat libanès i de la frontera libanesa de 1920 i renunciar a la reunificació amb Síria. Aquest pacte va ser concebut com un compromís interí fins que aparegués la pròpia identitat libanesa.
El pacte també estipulà que els seients del Parlament s'havien d'assignar segons la regió i la religió professada, en una ràtio de 6 cristians per 5 musulmans, una ràtio basada en el cens de 1932, quan els cristians eren majoria al país. L'acord de Taïf va igualar aquesta ràtio entre els seguidors d'ambdues creences.
La Constitució garanteix el dret del poble libanès de canviar el seu govern. De tota manera, des de mitjans de la dècada dels 70 fins a les eleccions parlamentàries de 1992, la guerra civil aturà l'exercici dels drets polítics. Segons la Constitució, cada quatre anys, el poble escull els seus representants al Parlament.
El Parlament escull el president de la República per un període de sis anys, sense possibilitat de reelecció. De tota manera, algunes esmenes han permès allargar el període presidencial per motius polítics, com el cas d'Elias Hrawi, que havia de cedir el poder l'any 1995 i es va allargar tres anys més, o el de Émile Lahoud, que va restar al despatx presidencial fins a l'any 2007.
En un moviment sense precedents, el parlament libanès va ampliat el seu propi mandat dues vegades enmig de protestes, l'última el 5 de novembre de 2014, un acte que entrava en contradicció directa amb la democràcia i l'article 42 de la constitució libanesa, ja que no hi havia hagut eleccions.
El Líban va estar sense president entre maig de 2014 i el 31 d'octubre de 2016, quan fou escollit Michel Aoun. A l'agost de 2019, el gabinet libanès incloïa dos ministres directament afiliats a Hezbollah, a més d'un ministre proper però oficialment no membre.
El mandat de Michel Aoun va expirar el 31 d'octubre de 2022, i el país va estar sense president fins que el 9 de gener de 2025 el parlament del Líban va elegir el cap de l’exèrcit, Joseph Aoun, com a nou president, i Nawaf Salam va ser escollit primer ministre per rellevar al primer ministre en funcions Najib Mikati el 8 de febrer de 2025, poc després que s'acordés un alto-el-foc que posava final en condicions favorables a Israel a l'operació Espases de Ferro al Líban amb ànim d'implantar la Resolució 1701 del Consell de Seguretat de les Nacions Unides després de la mort dels principals comandants de Hezbol·là i més de 3.000 persones i un milió de desplaçats. Aoun va comunicar que havia acceptat la renúncia del primer ministre en funcions Najib Mikati i Nawaf Salam es va convertir en el nou primer ministre el 8 de febrer de 2025.

## Economia

Gràfic de l'exportació de productes del Líban, en 28 categories

L'economia del Líban està basada en el lliure mercat i no hi ha restriccions del govern a les inversions estrangeres. Els serveis, principalment els bancs i el turisme, són importants fonts de riquesa.
Va ser de les més pròsperes de tot l'Orient Mitjà, però amb la Guerra Civil libanesa (1975-1990) tota l'economia del país es va veure afectada: la producció nacional es va reduir a la meitat i el país va deixar de figurar com a centre financer regional. Un cop acabat el conflicte intern i recuperada l'estabilitat política, el país es va mobilitzar per a la seva reconstrucció, i l'economia va tornar a créixer amb una de les més altes taxes del món; Beirut (anomenada el "París de l'Orient") va tornar a destacar en l'escenari de la regió, acollint diversos esdeveniments.

## Demografia
La població libanesa està composta per tres ètnies o grups religiosos predominants: musulmans xiïtes, musulmans sunnites i cristians, la gran majoria catòlics, tot i que també hi ha ortodoxos i protestants i una minoria de jueus. Tot i que des de 1932 no hi ha cens determinat, es creu que al voltant del 60% de la població professa l'islam i la resta són cristians, més les diferents minories com la jueva i la kurda.
Hi ha al voltant d'uns 15 milions de persones amb herència libanesa que viuen fora de les fronteres del Líban. La comunitat estrangera més gran es troba al Brasil. Igualment, es comptabilitza que entre 180.000 i 250.000 refugiats palestins viuen en territori libanès.
La població es concentra principalment a la capital, Beirut, i a la muntanya del Líban.

## Cultura

### Llengua
L'àrab és la llengua oficial del Líban. A més a més, molts libanesos parlen amb fluïdesa el francès, que és la llengua de la cultura i la comunicació. El 4% de la població parla armeni, car hi ha una minoria d'origen armeni.
El francès, introduït per les congregacions religioses al segle xix fou declarat llengua oficial al mateix nivell que l'àrab a la Constitució de 1926. L'ús de la llengua francesa és condicionat per l'article 11 de la Constitució del 9 de setembre de 1943: «L'àrab és la llengua nacional oficial. Una llei especial determinarà els casos on s'emprarà la llengua francesa.»

### Arquitectura
L'arquitectura del Líban inclou els llegats de diverses potències ocupants, com ara els fenicis, els romans, els romans d'Orient, els otomans i els francesos, així com els desenvolupaments posteriors a la independència.
Quan els otomans van exiliar Fakhr-ad-Din II a la Toscana, Itàlia el 1613, va entrar en una aliança amb els Medici. Al seu retorn al Líban el 1618, va començar a modernitzar el Líban. Va desenvolupar una indústria de la seda, va millorar la producció d'oli d'oliva i va portar amb ell nombrosos enginyers italians que van començar la construcció de cases i edificis civils a tot el país. Les ciutats de Beirut i Sidó es van construir especialment amb l'estil italianitzat.
La influència de l'arquitectura d'Itàlia, concretament, la Toscana, en la del Líban es remunta al Renaixement quan Fakhr-ad-Din II, el primer governant libanès que va unificar veritablement el Mont Líban amb la seva costa mediterrània va executar un ambiciós pla per desenvolupar el seu país.
La influència d'aquests edificis, com els de Dayr al-Qamar, va influir en la construcció al Líban durant molts segles i continua fins als nostres dies. Per exemple, carrers com la Rue Gouraud continuen tenint nombroses cases històriques amb influència italiana.

### Literatura
En l'àmbit literari, Khalil Gibran és conegut especialment pel seu llibre The Prophet (El profeta, 1923), que ha estat traduït a més d'una vintena d'idiomes. Diversos escriptors libanesos contemporanis també han obtingut èxit internacionalment, incloent-hi Elias Khoury, Amin Maalouf, Hanan al-Xaikh i Georges Schehadé. Cal destacar també la figura del poeta Khalil Hawi, un dels més eminents pioners de la poesia aràbiga moderna.

### Religió

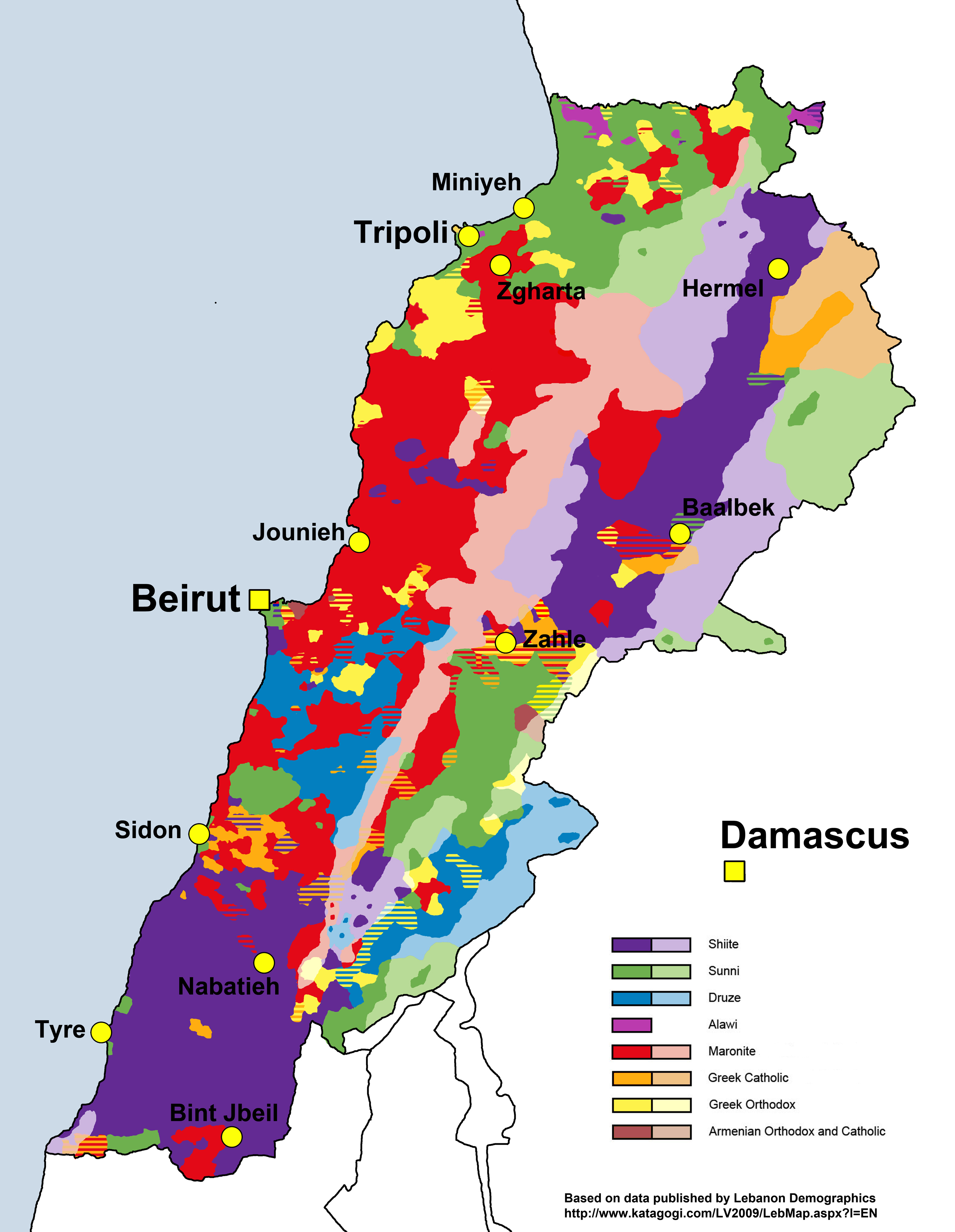
Distribució dels principals grups religiosos del Líban d'acord amb les dades de les últimes eleccions municipals

La religió majoritària n'és l'islam. Al voltant del 54% dels libanesos són musulmans (a l'entorn d'un 27% xiïtes, un 26% sunnites, i un 1% alauites). Un 40% són cristians, principalment maronites, amb importants comunitats ortodoxes, Melquites, catòlics orientals, ortodoxos armenis, catòlics armenis, assiris, catòlics caldeus i protestants. Finalment, un 6% són drusos.

### Música
La música és omnipresent en la societat libanesa. Mentre que la música popular tradicional continua sent popular al Líban, la conciliació de la música moderna, els estils àrab i occidental tradicional, pop, i fusió, estan avançant ràpidament en popularitat.
Destacats músics tradicionals són Fairuz, una icona durant la Guerra civil, Sabah, Wadih El Safi, El Majida Roumi, Najwa Karam i Nawal Al Zoghbi. També hi ha cantants com Marcel Khalife, que barreja la música clàssica àrab amb sons moderns, combinat amb lletres carregades d'intencionalitat política.
Pel que fa a la música pop, destaquen artistes com Nancy Ajram, els discos de la qual es venen per milions, Haifa Wehbe, el grup de noies The 4 Cats, Fadl Shaker i Elissa, també cantant de gran èxit i guanyadora de tres premis World Music Awards.

### Cuina
La cuina libanesa és similar a la de molts països de la Mediterrània oriental, com ara Síria, Turquia, Grècia i Xipre. Els plats nacionals libanesos són el kebbe, un pastís de carn fet amb xai i bulgur (blat trencat), i el tabule, una amanida feta de julivert, tomàquets i burghul.
Entre els plats més coneguts hi ha el baba ghanouj, el falàfel i el xauarma. Un component important de molts plats libanesos és l'hummus, un puré fet amb cigrons, tahina de sèsam, suc de llimona i all, que s'acostuma a menjar amb pa àrab.
La beguda alcòholica tradicional és l'àrac, un licor fort amb sabor a anís fet a partir de suc de raïm fermentat. Se sol beure amb aigua i gel, que fa que el líquid transparent sigui de color blanc lletós, i sol acompanyar el menjar. Els àpats dels restaurants libanesos comencen amb una gran varietat de meze: petits plats salats, com ara salsas, amanides i pastissos. Els meze solen ser seguits per una selecció de carn o peix a la brasa. En general, els àpats s'acaben amb cafè àrab i fruita fresca, encara que de vegades també s'oferirà una selecció de dolços tradicionals.